# 高速動車組列車
高速動車組列車(俗称G列車)は、中国鉄路の列車種別の1つであり、高速鉄道路線において、最高速度300km/h～350km/hで走行する列車を指す。

## 沿革
同種別は、2009年4月1日に中国鉄道部によって制定された。列車番号はG+4桁までの数字で表され、このうちG1-G4998は各国家鉄路局の管轄線区を跨ぐ列車であり、G5001-G9998は各鉄路局管轄線区内で運行される列車である。300km/h以上で走行する高速動車組列車の一番列車は、武広旅客専用線のG1001列車である。この列車は、2009年12月26日に1220人の乗客を乗せ、武漢駅から広州北駅までの1069kmを2時間46分で走破し、表定速度341km/hを記録した。武広旅客専用線の開通を皮切りに、G列車はその後次々に開通した京滬高速鉄道や京港旅客専用線、哈大旅客専用線といった高速鉄道路線において、数百から千キロ超に及ぶ都市間を高速で結ぶ列車として、陸上交通を用いた日中の長距離移動の速達化に貢献した。高速鉄道の総延長は2021年に赤道の長さに相当する4万kmに達し、G列車は初運行から僅か10年程度で中国全土における陸上交通の主力となった。

## 運行形態
G列車は、京滬高速鉄道、京広高速鉄道、京瀋旅客専用線において最高速度350km/hで運行されており、2025年現在、旅客営業を行う列車としては世界最速を誇る。京広高速鉄道で運行される京武高速動車組列車の最速達便は、武漢駅から北京西駅の1229kmを3時間48分で走破し、表定速度は323.4km/hに達する。これは、TGVや東北新幹線の最高速度320km/hを上回るスピードである。また、北京西駅と昆明南駅を結ぶ京昆高速動車組列車の運行距離は2760kmであり、高速鉄道の列車としては世界最長である。
G列車の運行形態は、表定速度や運行距離が世界有数のこの様な列車から、多くの駅に停車して沿線各地の細かな流動に応える列車、同じ都市を起終点とする循環列車、一駅区間のみを運行する列車まで多種多様であり、需要に応じてあらゆる運用が組まれている。また、2024年からは寝台列車である京港臥鋪高速動車組列車、滬港臥鋪高速動車組列車が運行を開始し、普通動車組列車と共に夜間移動の需要にも応えるようになった。
通常G列車は最高速度300km/h以上の列車だが、例外として深圳-香港間の深港高速動車組列車、福州-香港間の福港高速動車組列車、厦門-香港間の厦港高速動車組列車、汕頭-香港間の汕港高速動車組列車などの列車は、全ての経由路線の最高速度が250km/h以下でありながら「G列車」を名乗っている。

## 使用車両
最高速度300km/h以上での運用が可能な和諧号CRH2C型、CRH3C型、CRH380系列と、復興号CR400AF型、 CR400BF型が用いられる。なお、深圳-香港間の列車の様な最高速度250km/h以下の列車に関しては、例外的にCRH1型やCR300AF型などの形式も用いられる。